# Мар'ян Осінський
Мар'ян Осінський (пол. Marian Osiński; 2 січня 1883, Краків, Австро-Угорщина — 4 грудня 1974, Гданськ, Польща) — польський архітектор. Професор кафедри історичної архітектури (1929—1944) та кафедри історії польської архітектури (1934—1944) Львівської політехніки, декан відділу архітектури Гданської політехніки (1945—1952). Доктор honoris causa (1970).

## Життєпис
Народився 2 січня 1883 року у Кракові, в родині Францішка та Марії з Вядровських. Упродовж 1894—1901 років навчався у початковій школі, потім — у цісарсько-королівській гімназії Новодворського (святої Анни) у Кракові, де склав іспит та отримав атестат зрілості. Під час навчання у гімназії його однокласником, серед інших, був майбутній етнограф Себастьян Флізак. 
У 1901—1906 роках навчався на відділі архітектури Вищої технічної школи у Львові. Після закінчення будівельної практики в бюро професора Івана Левинського у Львові, у травні 1908 року на відмінно склав випускний іспит. У 1907—1910 роках був асистентом на відділі архітектури Вищої технічної школи. Стажувався в академії образотворчих мистецтв у Римі та Мюнхенській політехніці, потім повернувся до Львова, де працював як доцент читав лекції з архітектурних форм та перспективи живопису у Вищій технічній школі. Мешкав у Львові на вул. Мурарській (нині — вул. Єфремова), 31.
У 1921—1929 роках читав лекції у Державній Промисловій школі. У 1929—1934 роках заступник професора, потім професор Львівської політехніки. Від 1930 року завідувач кафедри історичної архітектури Львівської політехніки. У 1933 році захистив дисертацію на тему: «Замок у Жовкві» (пол. «Zamek w Żółkwi») на отримання наукового ступеню — доктор з історії архітектури. У 1936—1938 роках був деканом відділу архітектури. 1934 року отримав звання доцента, а 1946 року — професора в галузі історії польської архітектури.
Був президентом львівських осередків спілки архітекторів Польської республіки та товариства охорони пам'яток. Він також був членом Польського наукового товариства у Львові та польського Політехнічного товариства у Львові. 1938 року став членом-засновником «Товариства побудови пластичної панорами давнього Львова».
Під час радянської, а згодом й німецької окупації Львова перебував у місті, весь час працюючи викладачем у Львівській політехніці, яку перші окупанти перейменували на Львівський політехнічний інститут, а другі — на Державні технічні професійні курси. У червні 1944 року, перед повторним вступом Червоної армії до міста, він виїхав зі Львова до Дембиці.
У жовтні 1944 — листопад 1945 року працював у відділі відбудови канцелярії Ряшівського воєводства, звідки у листопаді 1945 року переїхав до Гданська. Він став першим деканом факультету архітектури Гданської політехніки та перебував на цій посаді до 1952 року. Брав активну участь у відбудові Гданська та співпрацював у реконструкції архітектури Померанії (міста Щецин, Кошалін, Колобжег). У 1956 році отримав наукову премію від Гданської міської народної ради. 1 жовтня 1970 року йому було присвоєно звання почесного доктора (honoris causa) Гданської політехніки «на знак визнання великих і незнищенних заслуг у відбудові Старого Гданська та за шістдесят років викладацької, архітектурної та наукової діяльності на благо польської науки і культури».
Помер 4 грудня 1974 року та похований 7 грудня 1974 року на Оливському цвинтарі у Гданську (поле 28-А-20).

## Реалізовані проєкти
Мар'ян Осінський є автором архітектурних проєктів парафіяльних церков у містах: Полянка, Ґлембоке, Стале, Ґрембув, промислові об'єкти в Ясло та Коросно, вілла у Львові, ратуша у Стрию, реконструйований замок у Жовкві. Провів інвентаризацію замків у Збаражі, Жовкві, Бережанах, Свіржі та історичних церков у Ряшеві і Львові. Нижче перелічені лише деякі з них:
- Проєкт нової ратуші у Стрию, виконаний у співавторстві з Т. Бауером та Веславом Гжимальським для конкурсу 1906 року. Здобув перше місце[10][11].
- Проєкти 1913 року зали ресторану та готельного номеру для готелю «Краківський», що розташовувався у п'ятиповерховій будівлі на розі нинішніх площі Соборної та вулиці Пекарської у Львові[12].
- 1921 року Мар'ян Осінський виконав три типові проєкти початкових шкіл малопольського типу — однокласні дерев'яні школи у селі В'язівниця (Ярославського повіту) і містечку Миколаїв та двокласна мурована (загальною площею 291 м²) у селі Дубівці[13].
- 1936 року реставрація вежі костелу монастиря кларисок у Львові (спільно з архітектором Янушем Вітвицьким, істориком архітектури Збігневом Горнунгом). Трирічні відновлювальні роботи перервав вибух другої світової війни у вересні 1939 року[14].

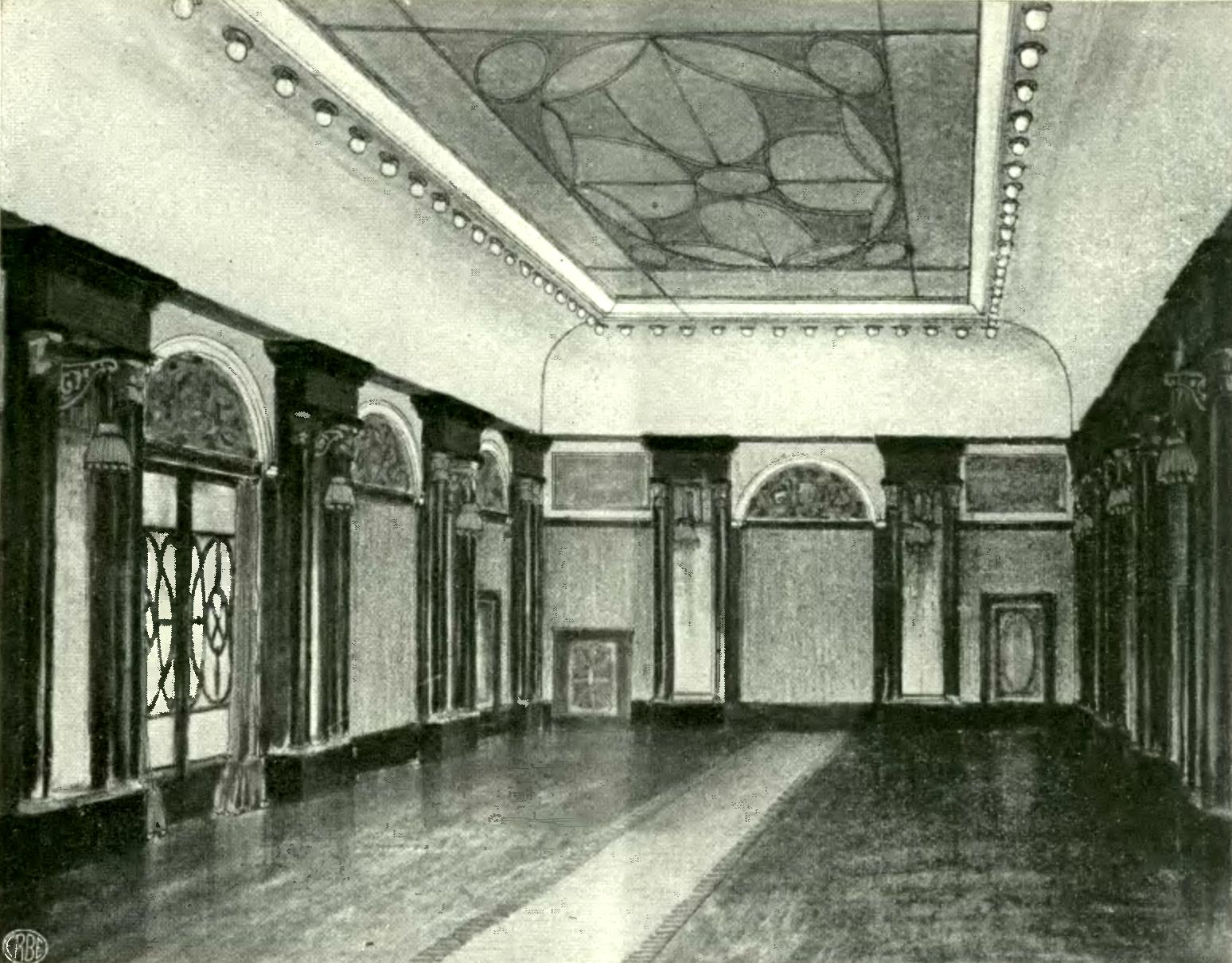
Інтер'єр зали ресторану готелю «Краківський» (1913)
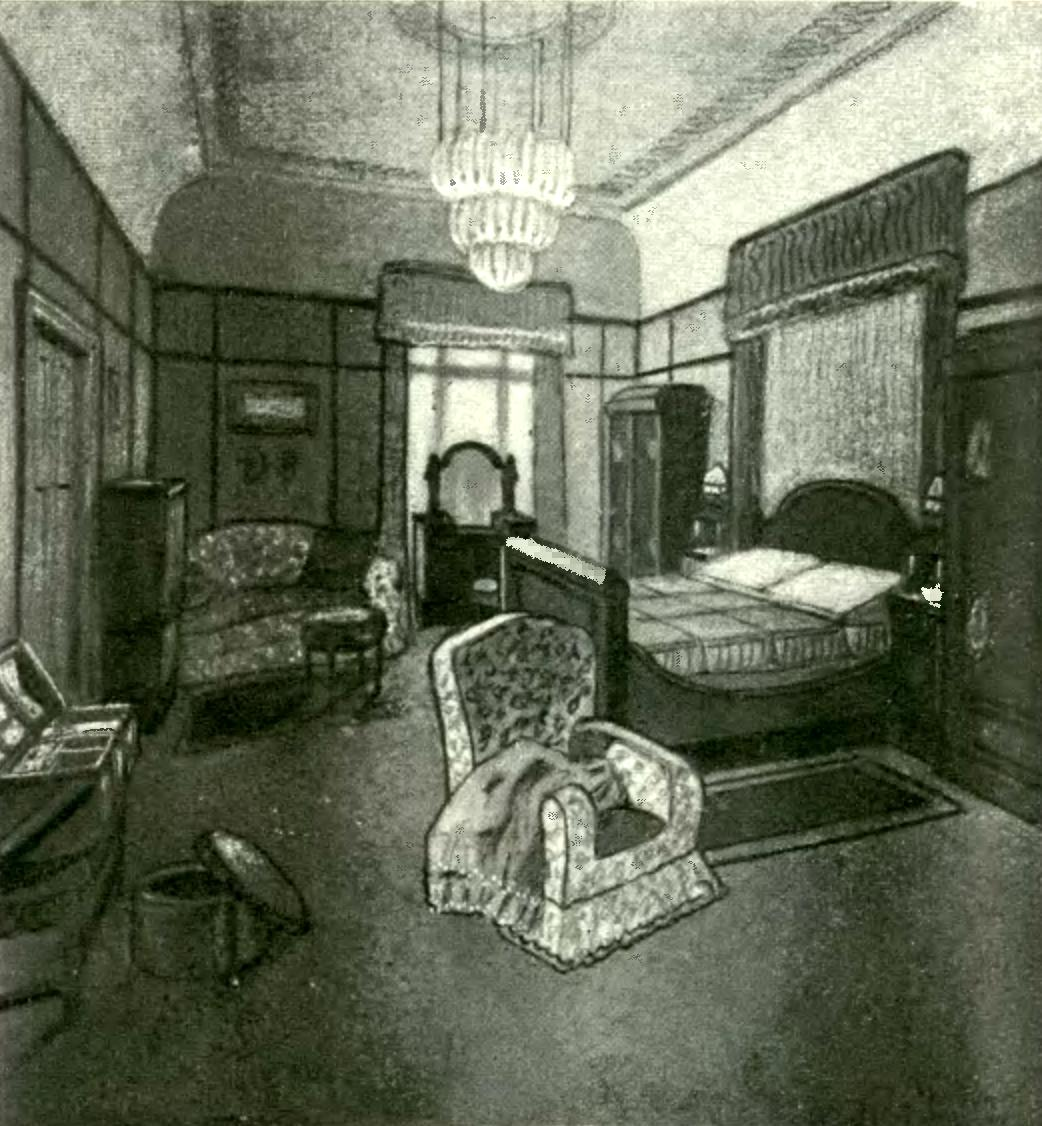
Інтер'єр кімнати в готельному номері готелю «Краківський» (1913)

## Нагороди
- 1964 — орден Відродження Польщі (Командорський Хрест (з зіркою)[4];
- 28 вересня 1954 — орден Відродження Польщі (Командорський Хрест), нагороджений за заслуги у науково-дидактичній роботі з нагоди відзначення 10-ліття Польської Народної Республіки[15];
- 1955 — медаль 10-річчя Народної Польщі[16];
- відзнака «Заслужений Землі Гданської».

## Родина
19 жовтня 1919 року одружився з Зофією Шосткевич (1892—1980). У шлюбі народилися двоє дітей — Марія (нар. 1920) та Антоній (1924—2011).

## Вшанування пам'яті
У 1963 році, до 80-ліття від дня народження професора Мар'яна Осінського, вчена Рада факультету архітектури Гданської політехніки, випустила пам'ятну медаль.
27 березня 1980 року відбулася церемонія присвоєння державним будівельним школам у Гданську імені професора Мар'яна Осінського.
У 2018 році Гданська міська рада одну з вулиць дільниці Ясєнь перейменувала на честь професора Мар'яна Осінського.
18 жовтня 2021 року відбулася церемонія відкриття меморіальної таблиці на вшанування пам'яті професора Мар'яна Осінського, встановленої на кам'яниці при вулиці Віта Ствоша, 38 у Гданську (район Оліва). 